# Етнічна ієрархія
Етнічна ієрархія — в Пасіонарній теорії етногенезу, динамічна у процесі етногенезу підпорядкованість етнічних систем різних таксономічних рівнів (рангів).

## Етнічна ієрархія (по Л.М.Гумільову)
По ступеню підвищення рівня ієрерхії:
| Таксономічна одиниця | Гібрид                                                         | Направлення розвитку               | Межа формоутворення                                 |
| -------------------- | -------------------------------------------------------------- | ---------------------------------- | --------------------------------------------------- |
| Консорція            | Нестійкі поєднання                                             | Субетнічне самозатвердження        | Субетнос                                            |
| Конвіксія            | Деформованні поєднання                                         | Утворення територіальної спільноти | Субетнос                                            |
| Субетнос             | Симбіози                                                       | Етничне самозатвердження           | Етнос                                               |
| Етнос                | Ксенії                                                         | Утворення соціального інституту    | Провідна роль в суперетносі і консервація структури |
| Суперетнос           | Химера                                                         | Анігіляція                         | Релікт                                              |
| Людство              | Гіпотетичне змішання с палеоантропом в мезоліті на горі Кармел | Етногенез                          | ?                                                   |
| Гомінідии            | ?                                                              | Еволюція як філогенез              | Зникнення виду                                      |